# Bazilika Nanebevzetí Panny Marie (Székesfehérvár)
Katedrální bazilika Nanebevzetí Panny Marie je někdejší bazilika v Székesfehérváru (česky Stoličný Bělehrad, latinsky Alba Regia) v Maďarsku.

## Historie

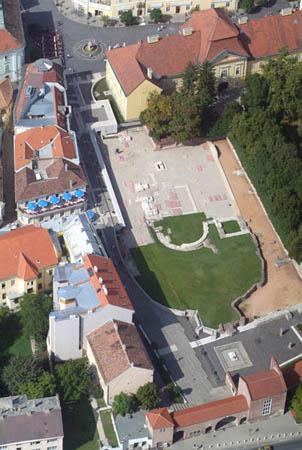
Letecký snímek zbytků baziliky

Baziliku nechal vystavět kolem roku 1010 svatý Štěpán I., první uherský král, jako hlavní chrám korunovací uherských panovníků. Impozantní bazilika byla jednou z největších staveb v Uhrách.
Ve středověku byla bazilika nejposvátnějším a nejvýznamnějším místem Uherského království, neboť zde byly uchovávány korunovační klenoty, včetně trůnu, Svatoštěpánská koruna, královská pokladnice a archivy. Bylo zde korunováno 37 uherských panovníků a 39 královských chotí a 15 z nich zde bylo také pochováno.
V roce 1543 Stoličný Bělehrad obsadili Turci. Královské hroby byly vypleněny a zbytek prostor sloužil jako skladiště střelného prachu. Roku 1601 došlo v budově bývalé baziliky v Székesfehérváru k explozi, která ji zničila.
Novým místem korunovací uherských králů se dočasně stala katedrála svatého Martina v Bratislavě.
V 18. století byly ruiny zužitkovány jako stavební materiál pro budovu blízkého biskupského paláce a na základech středověké gotické baziliky sv. Petra a Pavla v nedalekém paláci velkoknížete Gejzy byl v letech 1758 - 1768 vystavěn nový kostel svatého Štěpána v barokním slohu podle návrhu Martina Grabnera, od roku 1777 hlavní chrám székesfehérvárské diecéze a basilica minor.

### Seznam panovníků korunovaných v bazilice
- Petr Orseolo, 1038
- Samuel Aba, 1041
- Ondřej I., 1047
- Šalamoun I., 1057
- Béla I., 6. prosince, 1060
- Šalomoun I., 1063 (znovu)
- Gejza I. Uherský, 1074
- Ladislav I. Svatý, 1077
- Koloman Uherský, 1095
- Štěpán II., 1114
- Béla II., 28. dubna, 1131
- Gejza II. Uherský, 16. února, 1141
- Štěpán III., červen 1162
- Ladislav II., červenec 1162
- Štěpán IV., 1163
- Béla III., 13. ledna, 1173
- Emerich Uherský, 16. května, 1182
- Ladislav III., 26. srpna, 1204
- Ondřej II., 29. května, 1205
- Béla IV., 25. září, 1235
- Štěpán V., 1266
- Ladislav IV., 1272
- Ondřej III., 23. července, 1290
- Václav III., 27. srpna, 1301
- Béla V., 5. prosince, 1305
- Karel I. Robert, 27. srpna, 1310
- Ludvík I. Veliký, 21. července, 1342
- Marie Uherská, 17. září, 1382
- Karel III. Dračský, 31. prosince, 1385
- Zikmund Lucemburský, 31. března, 1387
- Albrecht II., 1. ledna, 1438
- Ladislav V. Pohrobek, 15. května, 1440
- Vladislav I., 17. července, 1440
- Matyáš Korvín, 29. března, 1464
- Vladislav Jagellonský, 18. září, 1490
- Ludvík Jagellonský, 4. června, 1508
- Jan Zápolský, 11. listopadu, 1526
- Ferdinand I., 3. listopadu, 1527

### Seznam panovníků pohřbených v bazilice
- Štěpán I. Svatý, 1038
- Koloman Uherský, 1116
  - jeho manželka Felicie Sicilská, 1102
- Béla II., 1141
  - jeho manželka Helena Srbská, 1146
- Gejza II. Uherský, 1162
- Ladislav II., 1163
- Štěpán IV., 1165
- Ladislav III., 1205
- Karel I. Robert, 1342
  - jeho manželka Marie Bytomská, 1315
- Ludvík I. Veliký, 1382
  - jeho manželky:
    - Markéta Lucemburská, 1349
    - Alžběta Bosenská, 1387
- Albrecht II. Habsburský, 1439
  - jeho manželka Alžběta Lucemburská, 1442
- Matyáš Korvín, 1490
- Vladislav Jagellonský, 1516
  - jeho manželka Anna z Foix a Candale, 1506
- Ludvík Jagellonský, 1526
- Jan Zápolský, 1540

V bazilice byli pochováni také král Béla III. (1196) a jeho manželka Anežka ze Châtillonu (1184).
V roce 1848 byly jejich ostatky převezeny do kostela svatého Matěje v Budíně.